# Lamego
Lamego (lɐ'megu) è un comune e una città portoghese di 28 081 abitanti situato nel distretto di Viseu. È una città d'arte, sede vescovile ed un importante centro vinicolo posto fra le colline vitifere della Beira Alta, sul versante meridionale della valle del Douro.

## Società

### Evoluzione demografica
| Popolazione di Lamego (1801 – 2006) | Popolazione di Lamego (1801 – 2006) | Popolazione di Lamego (1801 – 2006) | Popolazione di Lamego (1801 – 2006) | Popolazione di Lamego (1801 – 2006) | Popolazione di Lamego (1801 – 2006) | Popolazione di Lamego (1801 – 2006) | Popolazione di Lamego (1801 – 2006) | Popolazione di Lamego (1801 – 2006) | Popolazione di Lamego (1801 – 2006) |
| ----------------------------------- | ----------------------------------- | ----------------------------------- | ----------------------------------- | ----------------------------------- | ----------------------------------- | ----------------------------------- | ----------------------------------- | ----------------------------------- | ----------------------------------- |
| 1801                                | 1849                                | 1900                                | 1930                                | 1960                                | 1981                                | 1991                                | 2001                                | 2004                                | 2006                                |
| 14 688                              | 20 240                              | 31 835                              | 34 730                              | 36 320                              | 32 833                              | 30 164                              | 28 081                              | 27 054                              | 26 484                              |

## Monumenti e luoghi d'interesse
- Cattedrale di Lamego, edificio del XII secolo in stile gotico e romanico
- Museo di Lamego, ospitato presso l'antico palazzo vescovile
- Capela de São Pedro de Balsemão, raro esempio di architettura alto medievale portoghese
- Castello di Lamego

## Freguesias
| - Avões - Bigorne, Magueija e Pretarouca - Britiande - Cambres - Cepões, Meijinhos e Melcões - Ferreirim - Ferreiros de Avões - Figueira - Lalim | - Lamego (unione di Almacave e Sé) - Lazarim - Parada do Bispo e Valdigem - Penajóia - Penude - Samodães - Sande - Várzea de Abrunhais - Vila Nova de Souto d'El-Rei |